# Louis Spohr
 Der er for få eller ingen kildehenvisninger i denne artikel, hvilket er et problem. Du kan hjælpe ved at angive troværdige kilder til de påstande, som fremføres i artiklen.

Louis Spohr (født 5. april 1784, død 22. oktober 1859) var en tysk komponist, violinist og dirigent.
Spohr var en af sin tids mest fejrede violinister. Han skrev 9 symfonier og efterlod en tiende ufuldendt, og han skrev 15 violinkoncerter og 4 klarinetkoncerter, 10 operaer samt andre koncerter for soloinstrumenter.
Hans violinskole fra 1831 har helt til vore dage haft en grundlæggende betydning for violinisters uddannelse.

## Liv og gerning
Spohr voksede op i et musikalsk hjem og fik tidligt oplæring i musikteori og violinspil. 12 år gammel blev han sendt til Braunschweig for at fortsætte uddannelsen der. I 1799 blev han ansat som kammermusiker hos hertugen af Braunschweig, som lovede at bekoste Spohrs videre uddannelse hos en stor mester. Valget faldt på violinisten Franz Eck (af Mannheimskolen). Eck stod da lige foran en turnérejse i Rusland, og Spohr kom med som ledsager.
Først i juli 1803 returnerede Spohr til Braunschweig. Her mødte han violinvirtuosen Pierre Rode, hvis violinspil fik en varig indflydelse på ham. I kølvandet på flere koncertturneer bredte Spohrs ry som violinvirtuos sig nu hurtigt, og allerede i 1805 fik han posten som koncertmester i Gotha. Året efter giftede han sig med harpe- og klavervirtuosen Dorette Scheidler. I 1813 blev han kapelmester ved teateret i Wien, men på grund af en konflikt med teaterdirektøren sluttede han efter to år og genoptog turnévirksomheden, som denne gang gik til Schweiz, Italien og Nederlandene.
Vinteren 1817 blev han kapelmester i Frankfurt am Main og overtog ledelsen af Orchesters der Frankfurter Museumsgesellschaft. Her opførte han sin opera Faust i 1818 og Zemire und Azor i 1819, begge fik en entusiastisk modtagelse. Alligevel forlod Spohr Frankfurt i september og begav sig ud på en ny turné, denne gang til Belgien, Paris og i 1820 til London.
Efter fire måneder i London slog han sig ned i Dresden men blev allerede det følgende år udnævnt til hofkapelmester i Kassel, og besatte stillingen i januar 1822. Som dirigent bidrog Spohr til udviklingen af moderne orkesterkultur. Han er en af de første orkesterledere, som benyttede taktstok. Herefter var det slut med de store turnérejser, i stedet koncentrerede han sig om musiklivet i Kassel. Han bidrog stærkt til at løfte sit orkester til et nyt niveau og grundlagde en sangforening for oratoriemusik i byen.
Han var ikke mindre betydningsfuld som lærer og komponist. I 1831 startede han en violinskole, som tiltrak studenter fra hele Europa og har haft en grundlæggende betydning for violinistuddannelsen helt til vore dage. På samme tid komponerede han en mængde værker i alle musikgenrer og dirigerede ved en mængde festivaler i Tyskland og England.
I 1857 blev han mod sin vilje pensioneret, men fortsatte helt frem til sin død den 22. oktober 1859 at nyde høj respekt både som menneske og kunstner.

## Værker
Spohr efterlod sig mere end 200 musikværker, blandt andet 18 violinkoncerter, 4 klarinetkoncerter, 10 operaer, 9 fuldendte og en ufuldendt symfoni, 4 oratorier, 34 strygekvartetter og koncerter for flere andre soloinstrumenter.